# Chile na Letnich Igrzyskach Olimpijskich 2024
Chile na Letnich Igrzyskach Olimpijskich 2024 – występ kadry sportowców reprezentujących Chile na igrzyskach olimpijskich, które odbyły się w Paryżu we Francji, w dniach 26 lipca – 11 sierpnia 2024.
Reprezentacja Chile liczyła czterdzieścioro ośmioro zawodników – osiemnaście kobiet i trzydziestu mężczyzn, którzy wystąpili w 19 dyscyplinach.
Był to dwudziesty piąty start Chile na letnich igrzyskach olimpijskich.

## Zdobyte medale
Chilijczycy zdobyli dwa medale - złoto i srebro. Był to drugi wynik w dotychczasowej historii startów tego państwa na letnich igrzyskach olimpijskich i najlepszy występ od igrzysk w Atenach w 2004, gdzie Chilijczycy poprzedni raz zdobyli złoty medal olimpijski.
| Data       | Medal  | Zawodnik           | Dyscyplina  | Konkurencja             |
| ---------- | ------ | ------------------ | ----------- | ----------------------- |
| 4 sierpnia | Złoto  | Francisca Crovetto | Strzelectwo | skeet (k)               |
| 6 sierpnia | Srebro | Yasmani Acosta     | Zapasy      | kategoria do 130 kg (m) |

## Reprezentanci

### Golf
| Zawodnik        | Konkurencja | Runda 1 | Runda 2 | Runda 3 | Runda 4 | Łącznie | Łącznie | Łącznie | Źródło |
| Zawodnik        | Konkurencja | Wynik   | Wynik   | Wynik   | Wynik   | Wynik   | Par     | Pozycja | Źródło |
| --------------- | ----------- | ------- | ------- | ------- | ------- | ------- | ------- | ------- | ------ |
| Joaquín Niemann | mężczyźni   | 66      | 70      | 68      | 68      | 272     | −12     | T9      | [ 1 ]  |
| Mito Pereira    | mężczyźni   | 69      | 76      | 74      | 66      | 285     | +1      | T45     | [ 2 ]  |

### Jeździectwo
Skoki przez przeszkody
| Zawodnik            | Konkurencja   | Koń                    | Kwalifikacje | Kwalifikacje | Kwalifikacje | Finał | Finał | Finał   | Źródło |
| Zawodnik            | Konkurencja   | Koń                    | Kary         | Czas         | Pozycja      | Kary  | Czas  | Pozycja | Źródło |
| ------------------- | ------------- | ---------------------- | ------------ | ------------ | ------------ | ----- | ----- | ------- | ------ |
| Agustín Covarrubias | indywidualnie | Nelson du Petit Vivier | 31           | 81,68        | 65.          | NQ    | NQ    | NQ      | [ 3 ]  |

### Judo
| Zawodnik        | Konkurencja | 1/16             | 1/8              | Ćwierćfinał      | Półfinał         | Repasaże         | Finał / 3. miejsce | Finał / 3. miejsce | Źródła |
| Zawodnik        | Konkurencja | Przeciwnik Wynik | Przeciwnik Wynik | Przeciwnik Wynik | Przeciwnik Wynik | Przeciwnik Wynik | Przeciwnik Wynik   | Pozycja            | Źródła |
| --------------- | ----------- | ---------------- | ---------------- | ---------------- | ---------------- | ---------------- | ------------------ | ------------------ | ------ |
| Thomas Briceño  | -100 kg (m) | Kuczera P 00–10  | NQ               | NQ               | NQ               | NQ               | NQ                 | NQ                 | [ 4 ]  |
| Mary Dee Vargas | -48 kg (k)  | Martínez P 00–01 | NQ               | NQ               | NQ               | NQ               | NQ                 | NQ                 | [ 5 ]  |

### Kajakarstwo
Kajakarstwo klasyczne
| Zawodnik                    | Konkurencja   | Eliminacje | Eliminacje | Ćwierćfinały | Ćwierćfinały | Półfinały | Półfinały | Finał   | Finał   | Pozycja | Źródło      |
| Zawodnik                    | Konkurencja   | Czas       | Pozycja    | Czas         | Pozycja      | Czas      | Pozycja   | Czas    | Pozycja | Pozycja | Źródło      |
| --------------------------- | ------------- | ---------- | ---------- | ------------ | ------------ | --------- | --------- | ------- | ------- | ------- | ----------- |
| María Mailliard Paula Gómez | C-2 500 m (k) | 2:00.28    | 4. q       | 2:00.82      | 2. Q         | 1:58.10   | 5. FB     | 2:05.02 | 4.      | 12.     | [ 6 ] [ 7 ] |
| María Mailliard             | C-1 200 m (k) | 46.50      | 2. Q       | —            | —            | 46.76     | 6. FB     | 46.77   | 4.      | 12.     | [ 7 ]       |
| Karen Roco                  | C-1 200 m (k) | 47.55      | 5. q       | 47.73        | 2. Q         | 47.63     | 7. FB     | 48.25   | 7.      | 15.     | [ 8 ]       |

### Kolarstwo

#### BMX
Freestyle
| Zawodnik               | Konkurencja | Eliminacje | Eliminacje | Finał | Finał   | Pozycja | Źródło |
| Zawodnik               | Konkurencja | Wynik      | Miejsce    | Wynik | Miejsce | Pozycja | Źródło |
| ---------------------- | ----------- | ---------- | ---------- | ----- | ------- | ------- | ------ |
| Macarena Perez Grasset | kobiety     | 84.24      | 7.         | 84.55 | 5.      | 5.      | [ 9 ]  |

Wyścig
| Zawodnik        | Konkurencja | Ćwierćfinał | Ćwierćfinał | Repasaż | Repasaż | Półfinał | Półfinał | Finał | Finał   | Pozycja | Źródło |
| Zawodnik        | Konkurencja | Wynik       | Miejsce     | Wynik   | Miejsce | Wynik    | Miejsce  | Wynik | Miejsce | Pozycja | Źródło |
| --------------- | ----------- | ----------- | ----------- | ------- | ------- | -------- | -------- | ----- | ------- | ------- | ------ |
| Mauricio Molina | mężczyźni   | 17          | 18. q       | 33.881  | 3. Q    | DNS      | 8.       | NQ    | NQ      | 16.     | [ 10 ] |

#### Kolarstwo górskie
| Zawodnik        | Konkurencja       | Czas    | Pozycja | Źródło |
| --------------- | ----------------- | ------- | ------- | ------ |
| Martín Vidaurre | cross-country (m) | 1:29:00 | 11.     | [ 11 ] |

#### Kolarstwo szosowe
| Zawodnik      | Konkurencja                    | Czas    | Pozycja | Źródło |
| ------------- | ------------------------------ | ------- | ------- | ------ |
| Catalina Soto | wyścig ze startu wspólnego (k) | 4:09:49 | 60.     | [ 12 ] |

### Lekkoatletyka

#### Konkurencje biegowe
| Zawodnik      | Konkurencja                    | Runda 1 | Runda 1 | Runda 2 | Runda 2 | Półfinał | Półfinał | Finał   | Finał   | Źródło |
| Zawodnik      | Konkurencja                    | Wynik   | Miejsce | Wynik   | Miejsce | Wynik    | Miejsce  | Wynik   | Miejsce | Źródło |
| ------------- | ------------------------------ | ------- | ------- | ------- | ------- | -------- | -------- | ------- | ------- | ------ |
| Hugo Catrileo | maraton (m)                    | —       | —       | —       | —       | —        | —        | 2:15:44 | 59.     | [ 13 ] |
| Carlos Díaz   | maraton (m)                    | —       | —       | —       | —       | —        | —        | 2:14:25 | 53.     | [ 14 ] |
| Martín Sáenz  | bieg na 110 m przez płotki (m) | 13.83   | 35. R   | 13.95   | 18.     | NQ       | NQ       | NQ      | NQ      | [ 15 ] |
| Martina Weil  | bieg na 400 m (k)              | 51.15   | 23. R   | 51.79   | 17.     | NQ       | NQ       | NQ      | NQ      | [ 16 ] |

#### Konkurencje techniczne
| Zawodnik          | Konkurencja        | Kwalifikacje | Kwalifikacje | Finał | Finał   | Źródło |
| Zawodnik          | Konkurencja        | Wynik        | Miejsce      | Wynik | Miejsce | Źródło |
| ----------------- | ------------------ | ------------ | ------------ | ----- | ------- | ------ |
| Natalia Duco      | pchnięcie kulą (k) | 16.11        | 30.          | NQ    | NQ      | [ 17 ] |
| Ivana Gallardo    | pchnięcie kulą (k) | 17.47        | 18.          | NQ    | NQ      | [ 18 ] |
| Gabriel Kehr      | rzut młotem (m)    | 72.31        | 20.          | NQ    | NQ      | [ 19 ] |
| Humberto Mansilla | rzut młotem (m)    | 71.83        | 24.          | NQ    | NQ      | [ 20 ] |
| Claudio Romero    | rzut dyskiem (m)   | NM           | NM           | NQ    | NQ      | [ 21 ] |

### Łucznictwo
| Zawodnik        | Konkurencja       | Runda rankingowa | Runda rankingowa | 1/32             | 1/16             | 1/8              | Ćwierćfinały     | Półfinały        | Finał            | Finał   | Źródło |
| Zawodnik        | Konkurencja       | Wynik            | Miejsce          | Przeciwnik Wynik | Przeciwnik Wynik | Przeciwnik Wynik | Przeciwnik Wynik | Przeciwnik Wynik | Przeciwnik Wynik | Pozycja | Źródło |
| --------------- | ----------------- | ---------------- | ---------------- | ---------------- | ---------------- | ---------------- | ---------------- | ---------------- | ---------------- | ------- | ------ |
| Andrés Gallardo | indywidualnie (m) | 641              | 57.              | Gazoz P 0-6      | NQ               | NQ               | NQ               | NQ               | NQ               | NQ      | [ 22 ] |

### Pięciobój nowoczesny
| Zawodnik       | Konkurencja | Szermierka | Szermierka | Szermierka | Szermierka | Pływanie | Pływanie | Pływanie | Jazda konna | Jazda konna | Jazda konna | Jazda konna | Kombinacja: strzelanie/bieg przełajowy | Kombinacja: strzelanie/bieg przełajowy | Kombinacja: strzelanie/bieg przełajowy | Suma punktów | Pozycja | Źródło |
| Zawodnik       | Konkurencja | RK         | RB         | M.         | Punkty     | Czas     | M.       | Punkty   | Kary        | Czas        | M.          | Punkty      | Czas                                   | M.                                     | Punkty                                 | Suma punktów | Pozycja | Źródło |
| -------------- | ----------- | ---------- | ---------- | ---------- | ---------- | -------- | -------- | -------- | ----------- | ----------- | ----------- | ----------- | -------------------------------------- | -------------------------------------- | -------------------------------------- | ------------ | ------- | ------ |
| Esteban Bustos | mężczyźni   | 190        | 0          | 31         | 190        | 2:09.70  | 17       | 291      | 72.56       | 16          | 19          | 281         | 10:46.96                               | 17                                     | 654                                    | 1418         | 32.     | [ 23 ] |

### Piłka siatkowa
Siatkówka plażowa
| Zawodnik                       | Konkurencja | Faza grupowa                 | Faza grupowa                           | Faza grupowa                           | Faza grupowa | Baraże                             | 1/8 finału                      | Ćwierćfinały     | Półfinały        | Finał            | Finał | Źródło        |
| Zawodnik                       | Konkurencja | Przeciwnik Wynik             | Przeciwnik Wynik                       | Przeciwnik Wynik                       | Poz.         | Przeciwnik Wynik                   | Przeciwnik Wynik                | Przeciwnik Wynik | Przeciwnik Wynik | Przeciwnik Wynik | Poz.  | Źródło        |
| ------------------------------ | ----------- | ---------------------------- | -------------------------------------- | -------------------------------------- | ------------ | ---------------------------------- | ------------------------------- | ---------------- | ---------------- | ---------------- | ----- | ------------- |
| Marco Grimalt, Esteban Grimalt | mężczyzni   | Mol / Sørum P (14–21, 16–21) | Van de Velde / Immers P (19-21, 16-21) | Ranghieri / Carambula W (21-15, 23-21) | 3. LL        | Schachter / Dearing W (21–1, 21–0) | Cherif / Ahmed P (14–21, 13–21) | NQ               | NQ               | NQ               | NQ    | [ 24 ] [ 25 ] |

### Pływanie
| Zawodnik          | Konkurencja             | Eliminacje | Eliminacje | Finał | Finał | Źródło |
| Zawodnik          | Konkurencja             | Czas       | Poz.       | Czas  | Poz.  | Źródło |
| ----------------- | ----------------------- | ---------- | ---------- | ----- | ----- | ------ |
| Eduardo Cisternas | 400 m st. dowolnym (m)  | 3:51.29    | 25.        | NQ    | NQ    | [ 26 ] |
| Kristel Köbrich   | 800 m st. dowolnym (k)  | 8:46.46    | 15.        | NQ    | NQ    | [ 27 ] |
| Kristel Köbrich   | 1500 m st. dowolnym (k) | 16:27.18   | 14.        | NQ    | NQ    | [ 27 ] |

### Strzelectwo
| Zawodnik             | Konkurencja                     | Kwalifikacje | Kwalifikacje | Finał | Finał   | Źródło |
| Zawodnik             | Konkurencja                     | Wynik        | Pozycja      | Wynik | Pozycja | Źródło |
| -------------------- | ------------------------------- | ------------ | ------------ | ----- | ------- | ------ |
| Francisca Crovetto   | skeet (k)                       | 120          | 5. Q         | 55 +7 | złoto   | [ 28 ] |
| Diego Santiago Parra | pistolet pneumatyczny, 10 m (m) | 568          | 27.          | NQ    | NQ      | [ 29 ] |

### Szermierka
| Zawodnik          | Konkurencja              | 1/32             | 1/16             | 1/8              | Ćwierćfinały     | Półfinały        | Finał/o 3. miejsce | Finał/o 3. miejsce | Źródło |
| Zawodnik          | Konkurencja              | Przeciwnik Wynik | Przeciwnik Wynik | Przeciwnik Wynik | Przeciwnik Wynik | Przeciwnik Wynik | Przeciwnik Wynik   | Pozycja            | Źródło |
| ----------------- | ------------------------ | ---------------- | ---------------- | ---------------- | ---------------- | ---------------- | ------------------ | ------------------ | ------ |
| Arantxa Inostroza | floret indywidualnie (k) | BYE              | Guo P 7–15       | NQ               | NQ               | NQ               | NQ                 | NQ                 | [ 30 ] |

### Taekwondo
| Zawodnik          | Konkurencja | 1/8 finału             | Ćwierćfinał      | Półfinał         | Repesaż          | Finał / 3.miejsce | Finał / 3.miejsce | Źródło |
| Zawodnik          | Konkurencja | Przeciwnik Wynik       | Przeciwnik Wynik | Przeciwnik Wynik | Przeciwnik Wynik | Przeciwnik Wynik  | Pozycja           | Źródło |
| ----------------- | ----------- | ---------------------- | ---------------- | ---------------- | ---------------- | ----------------- | ----------------- | ------ |
| Fernanda Aguirre  | +67 kg (k)  | Kuş P 4—4, 0—2, 0—3    | NQ               | NQ               | NQ               | NQ                | NQ                | [ 31 ] |
| Joaquín Churchill | -80 kg (m)  | Seo P 8—6, 16—16, 1—14 | NQ               | NQ               | NQ               | NQ                | NQ                | [ 32 ] |

### Tenis stołowy
| Zawodnik           | Konkurencja | Eliminacje       | Runda 1             | Runda 2          | 1/8 finału       | Ćwierćfinały     | Półfinały        | Finał            | Finał   | Źródło |
| Zawodnik           | Konkurencja | Przeciwnik Wynik | Przeciwnik Wynik    | Przeciwnik Wynik | Przeciwnik Wynik | Przeciwnik Wynik | Przeciwnik Wynik | Przeciwnik Wynik | Pozycja | Źródło |
| ------------------ | ----------- | ---------------- | ------------------- | ---------------- | ---------------- | ---------------- | ---------------- | ---------------- | ------- | ------ |
| Nicolás Burgos     | singel (m)  | BYE              | Gierasimienko P 0-4 | NQ               | NQ               | NQ               | NQ               | NQ               | NQ      | [ 33 ] |
| María Paulina Vega | singel (k)  | BYE              | Zhang P 0-4         | NQ               | NQ               | NQ               | NQ               | NQ               | NQ      | [ 34 ] |
| Zhiying Zeng       | singel (k)  | Sahakian P 1–4   | NQ                  | NQ               | NQ               | NQ               | NQ               | NQ               | NQ      | [ 35 ] |

### Tenis ziemny
| Zawodnik                        | Konkurencja | Pierwsza runda          | Druga runda                               | Trzecia runda                             | Ćwierćfinały     | Półfinały        | Finał            | Finał   | Źródło        |
| Zawodnik                        | Konkurencja | Przeciwnik Wynik        | Przeciwnik Wynik                          | Przeciwnik Wynik                          | Przeciwnik Wynik | Przeciwnik Wynik | Przeciwnik Wynik | Pozycja | Źródło        |
| ------------------------------- | ----------- | ----------------------- | ----------------------------------------- | ----------------------------------------- | ---------------- | ---------------- | ---------------- | ------- | ------------- |
| Tomás Barrios Vera              | singel (m)  | Cerúndolo P 2–6, 1–6    | NQ                                        | NQ                                        | NQ               | NQ               | NQ               | NQ      | [ 36 ]        |
| Nicolás Jarry                   | singel (m)  | Popyrin P 3–6, 6–7(5–7) | NQ                                        | NQ                                        | NQ               | NQ               | NQ               | NQ      | [ 37 ]        |
| Alejandro Tabilo                | singel (m)  | Safiullin P 4–6, 4–6    | NQ                                        | NQ                                        | NQ               | NQ               | NQ               | NQ      | [ 38 ]        |
| Nicolás Jarry, Alejandro Tabilo | debel (m)   | —                       | Darderi / Musetti W 6–3, 6–7(5–7), [10–5] | Macháč / Pavlásek P 7–5, 6–7(6–8), [4–10] | NQ               | NQ               | NQ               | NQ      | [ 37 ] [ 38 ] |

### Triathlon
| Zawodnik       | Konkurencja | Pływanie | Zmiana 1 | Jazda na rowerze | Zmiana 2 | Bieg  | Czas    | Pozycja | Źródło |
| -------------- | ----------- | -------- | -------- | ---------------- | -------- | ----- | ------- | ------- | ------ |
| Diego Moya     | mężczyźni   | 21:05    | 0:51     | 51:31            | 0:26     | 33:54 | 1:47:47 | 28.     | [ 39 ] |
| Gaspar Riveros | mężczyźni   | 22:14    | 0:50     | 53:47            | 0:28     | 32:29 | 1:49:48 | 38.     | [ 40 ] |

### Wioślarstwo
| Zawodnik                        | Konkurencja                      | Eliminacje | Eliminacje | Repasaż | Repasaż | Ćwierćfinały | Ćwierćfinały | Półfinały | Półfinały | Finał   | Finał | Miejsce | Źródło        |
| Zawodnik                        | Konkurencja                      | Czas       | M.         | Czas    | M.      | Czas         | M.           | Czas      | M.        | Czas    | M.    | Miejsce | Źródło        |
| ------------------------------- | -------------------------------- | ---------- | ---------- | ------- | ------- | ------------ | ------------ | --------- | --------- | ------- | ----- | ------- | ------------- |
| César Abaroa, Eber Sanhueza     | dwójka podwójna wagi lekkiej (m) | 6:46.90    | 4. R       | 6:58.78 | 4. FC   | —            | —            | —         | —         | 6:28.00 | 1.    | 13.     | [ 41 ] [ 42 ] |
| Antonia Abraham, Melita Abraham | dwójka bez sternika (k)          | 7:23.01    | 3. Q       | —       | —       | —            | —            | 7:26.82   | 4. FB     | 7:10.45 | 3.    | 9.      | [ 43 ] [ 44 ] |

### Zapasy
| Zawodnik       | Konkurencja           | 1/8 finału       | Ćwierćfinał        | Półfinał         | Repesaż          | Finał            | Finał   | Źródło |
| Zawodnik       | Konkurencja           | Przeciwnik Wynik | Przeciwnik Wynik   | Przeciwnik Wynik | Przeciwnik Wynik | Przeciwnik Wynik | Pozycja | Źródło |
| -------------- | --------------------- | ---------------- | ------------------ | ---------------- | ---------------- | ---------------- | ------- | ------ |
| Yasmani Acosta | -130 kg st. wolny (m) | Miłow W 1–1 VPO1 | Mohamed W 2—1 VPO1 | Meng W 1–1 VPO1  | —                | López P 0–6 VPO  | srebro  | [ 45 ] |
| Néstor Almanza | -67 kg st. wolny (m)  | Petic P 0–4 VPO  | NQ                 | NQ               | NQ               | NQ               | 13      | [ 46 ] |

### Żeglarstwo
Konkurencje z wyścigiem medalowym
| Zawodnik           | Konkurencja | Wyścig | Wyścig | Wyścig | Wyścig | Wyścig | Wyścig | Wyścig | Wyścig | Wyścig   | Wyścig   | Wyścig | Wyścig | Wyścig | Punkty | Finałowa pozycja | Źródło |
| Zawodnik           | Konkurencja | 1      | 2      | 3      | 4      | 5      | 6      | 7      | 8      | 9        | 10       | 11     | 12     | M*     | Punkty | Finałowa pozycja | Źródło |
| ------------------ | ----------- | ------ | ------ | ------ | ------ | ------ | ------ | ------ | ------ | -------- | -------- | ------ | ------ | ------ | ------ | ---------------- | ------ |
| María José Poncell | ILCA 6      | 37     | 42     | 37     | 36     | 39     | 37     | 27     | 37     | 28       | odwołany | —      | —      | NQ     | 278    | 38.              | [ 47 ] |
| Clemente Seguel    | ILCA 7      | 2      | 28     | 18     | 10     | 8      | 17     | 18     | 9      | odwołany | odwołany | —      | —      | 12.    | 94     | 8.               | [ 48 ] |